# Maldivas en los Juegos Olímpicos de Pekín 2008
Las Maldivas estuvieron representadas en los Juegos Olímpicos de Pekín 2008 por cuatro deportistas, dos hombres y dos mujeres, que compitieron en dos deportes.
La portadora de la bandera en la ceremonia de apertura fue la nadadora Aminath Rouya Hussain. El equipo olímpico maldivo no obtuvo ninguna medalla en estos Juegos.